# Amedeo Ruggeri

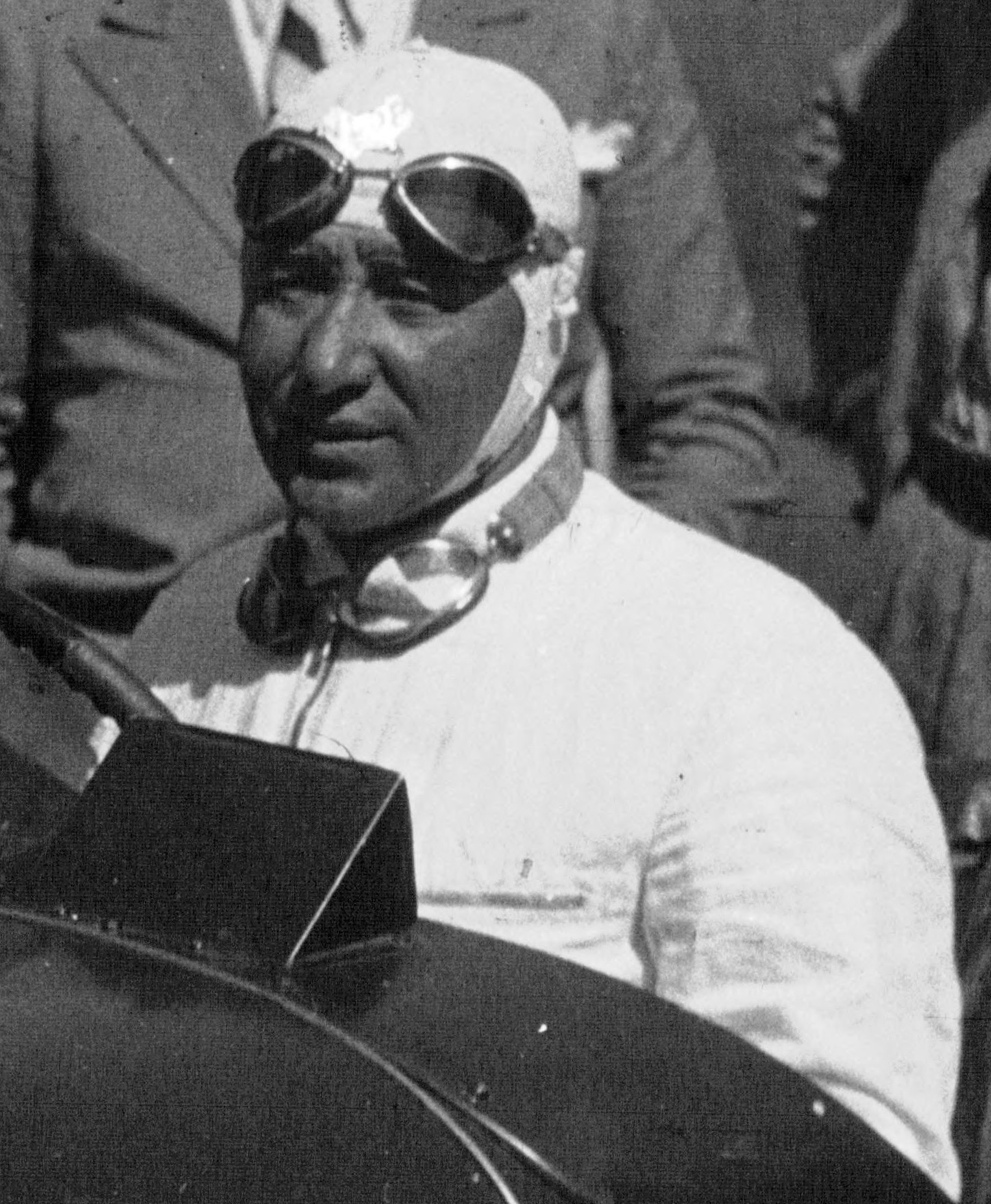
Amedeo Ruggeri bei der Targa Florio 1932

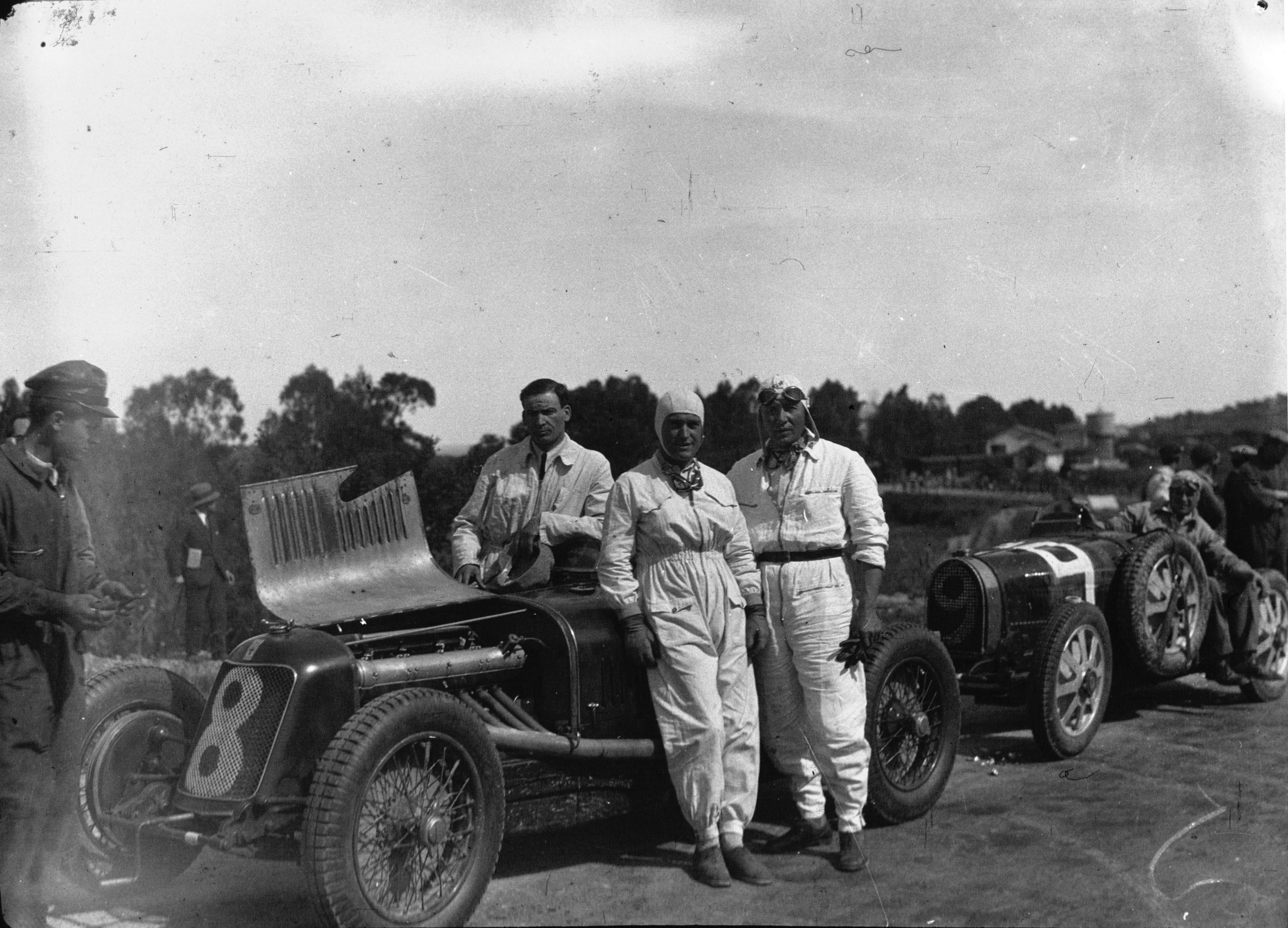
Ruggeri und Luigi Fagioli 1932 bei der Targa Florio vor Ruggeris Maserati 8C 2800

Amedeo Ruggeri (* 14. Juni 1889 in Bologna; † 7. Dezember 1932 in Linas, Frankreich) war ein italienischer Motorrad- und Automobilrennfahrer.
Ruggeri, der von stämmiger Statur war, gilt als einer der berühmtesten italienischen Motorradrennfahrer der 1920er-Jahre und Pionier seines Sports. Bei den Zuschauern war er wegen seines aggressiven und spektakulären Fahrstils beliebt und als Der Löwe von Bologna bekannt.

## Karriere

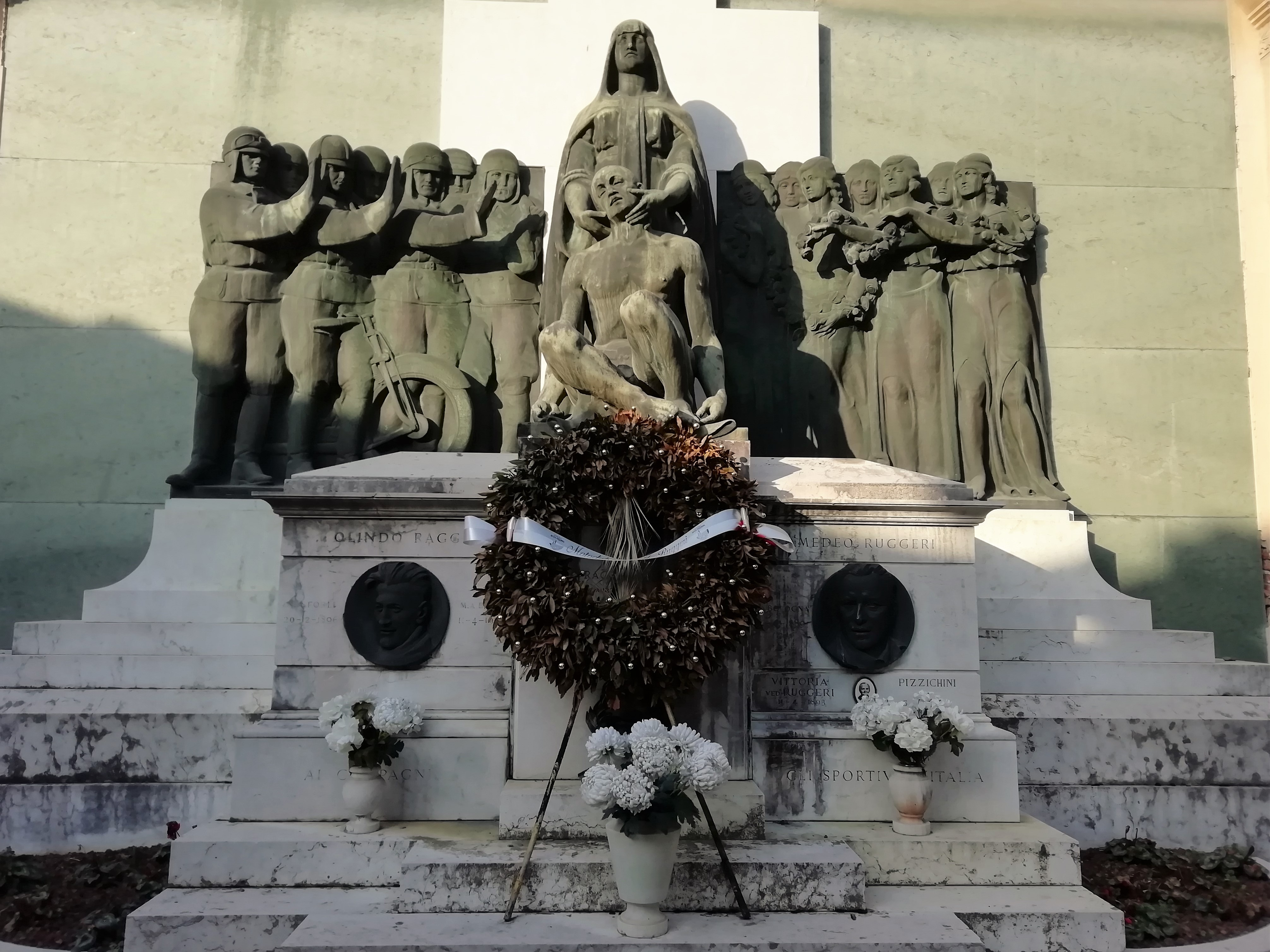
Grabmal auf dem Cimitero Monumentale della Certosa di Bologna

Amedeo Ruggeri begann seine Motorsportlaufbahn nach dem Ersten Weltkrieg auf einer belgischen Saroléa und gewann sein erstes Rennen im Velodrom im Giardino della Montagnola in seiner Heimatstadt Bologna. Er nahm insgesamt sechsmal an der Raid Nord-Sud, einer etwa 880 km langen Etappen-Wettfahrt auf öffentlichen Straßen über die Italienische Halbinsel von Mailand nach Neapel teil. Während er bei seinem Debüt 1920 aufgeben musste, wurde Ruggeri 1921 auf einer 1000-cm³-Indian Dritter, gewann 1922 auf einer 1000er Harley-Davidson und belegte 1924 auf einer 500-cm³-Indian den vierten Platz.
In der Saison 1921 gewann Amedeo Ruggeri auf 1000-cm³-Harley-Davidson das Circuito-del-Lario-Rennen. Im Jahr darauf siegte er auf Harley-Davidson in der 1000er-Kategorie den erstmals ausgetragenen Gran Premio delle Nazioni auf der Hochgeschwindigkeitsbahn von Monza. 1923 wurde Ruggeri Italienischer Straßenmeister in der 1000er-Kategorie. In diesem Jahr bildete er zusammen mit Biagio Nazzaro und Miro Maffeis das Indian-Werksteam.
Trotz seiner Körperstatur trat Ruggeri auch auf kleinen Maschinen an. So siegte er 1925 auf einer 125-cm³-G.D. beim ersten Großen Preis von Deutschland auf der Berliner AVUS. Außerdem belegte er auf Garanzini-J.A.P. im 250-cm³-Lauf um den Großen Preis der Nationen in Monza Rang zwei hinter dem Briten Jock Porter (New Gerrard). Da bei diesem Rennen gleichzeitig der II. Große Preis der F.I.C.M. um die Motorrad-Europameisterschaft ausgefahren wurde, wurde Ruggeri damit 250-cm³-Vize-Europameister 1925.
In der Saison 1926 gewann Amedeo Ruggeri auf Moto Guzzi in Bologna sein letztes Motorradrennen. Danach wechselte er zum Automobilsport und fuhr für Talbot, OM und Maserati. Im Werksteam des modeneser Herstellers errang er Anfang der 1930er-Jahre seine größten Erfolge.
Im Jahr 1929 wurde Ruggeri hinter Clemente Biondetti Zweiter bei der Coppa Collina Pistoiese. 1930 belegte er beim Bergrennen Bobbio-Passo Penice und in Senigallia – dort hinter Luigi Arcangelis Alfa Romeo 6C 1750 GS – ebenfalls jeweils Rang zwei. Beim Circuito Tre Province 1930 wurde er auf Maserati Tipo 26 hinter Arcangeli und Mario Tadini (beide Alfa Romeo 6C 1750 GS) Dritter. In der Saison 1931 nahm Amedeo Ruggeri auf einem privat eingesetzten Talbot-Darracq 700 am Großen Preis von Italien in Monza teil und belegte in dem über 10 Stunden ausgetragenen Rennen zusammen mit Renato Balestrero Rang sieben.
1932 startete Ruggeri unter anderem für das Maserati-Werksteam Officine Alfieri Maserati in der Grand-Prix-Europameisterschaft und bestritt auf 8C 2800 die Grands Prix von Italien und Deutschland. Während er in Monza Achter wurde fiel er beim Hauptrennen (Gruppe I) auf dem Nürburgring mit Motorschaden aus. Im Rennen Gruppe II (Wagen über 800 bis 1500 cm³ Hubraum) belegte er auf einem Maserati 4CM zusammen mit Ernesto Maserati Rang drei. Bei der Targa Florio 1932 auf Sizilien wurde er auf 8C 2800 Gesamt-Fünfter.

### Tödlicher Unfall
Amedeo Ruggeri verunglückte am 7. Dezember 1932 auf dem 12,5 km langen Anneau de Vitesse des Autodrome de Linas-Montlhéry in Frankreich tödlich. Er verlor beim Versuch, den Stundenweltrekord zu verbessern, auf seiner 13. Runde am Ausgang der Westkurve die Kontrolle über seinen 4,9-Liter-Sechzehnzylinder-Maserati-V5. Der Wagen überschlug sich mehrmals, Ruggeri wurde aus dem Cockpit geschleudert, schlug auf der Betonbahn auf und verletzte sich tödlich. Die Unfallursache wurde nie völlig aufgeklärt. Möglicherweise spielte seine geringe Streckenkenntnis eine Rolle.
Ruggeri wurde 43 Jahre alt. Er erhielt auf dem Cimitero Monumentale della Certosa di Bologna in einem Ehrengrab. Das von Amedeo Minguzzi gestaltete Grabmal erinnert neben Ruggeri noch an einen weiteren tödlich verunglückten einheimischen Rennfahrer, Olindo Raggi. Das Monument befindet sich am Osteingang des Friedhofes und beinhaltet außerdem auch das Grab von Ruggeris Ehefrau Vittoria (1893–1979).

“Amedeo Ruggeri
Nel Silenzioso Tentativo
Di Abbassare
Il Record Mondial Di Velocità
Periva Tragicamente
A Montlery”

„Amedeo Ruggeri
beim schweigenden Versuch
den Geschwindigkeitsweltrekord
zu verbessern
in Montlhéry
tödlich verunglückt“

Inschrift auf Ruggeris Grabmal.

### Familie
Amedeo Ruggeris Bruder Arialdo war ebenfalls Automobilrennfahrer und startete in den 1930ern bei Grand-Prix-Rennen. Seine Söhne Jader und Luigi waren wie ihr Vater Motorradrennfahrer. Jader Ruggeri verunglückte beim Großen Preis der Schweiz 1947, bei dem gleichzeitig die Motorrad-Europameisterschaft ausgefahren wurde, in Bremgarten bei Bern auf einer 500-cm³-Werks-Gilera tödlich.

## Statistik

### Motorradsport

#### Erfolge
- 1923 – italienischer 1000-cm³-Meister auf Indian

#### Rennsiege
| Jahr | Klasse                     | Maschine        | Rennen                                           | Strecke             |
| ---- | -------------------------- | --------------- | ------------------------------------------------ | ------------------- |
| 1921 | 1000 cm³ und Gesamtwertung | Harley-Davidson | Circuito del Lario                               | Circuito del Lario  |
| 1922 | 1000 cm³                   | Harley-Davidson | I. Gran Premio delle Nazioni                     | Monza               |
| 1922 | 1000 cm³                   | Harley-Davidson | IV. Raid Nord-Sud                                | Mailand–Neapel      |
| 1925 | 500 cm³ und Gesamtwertung  | Moto Guzzi      | Circuito del Lario                               | Circuito del Lario  |
| 1925 | 125 cm³                    | G.D.            | Großer Preis von Deutschland / AVUS-Herbstrennen | AVUS                |
| 1926 | Gesamtwertung              | Moto Guzzi      | V. Giro Motociclisto d’Italia                    | Mailand–Rom–Mailand |

### Automobilsport

#### Vorkriegs-Grands-Prix-Ergebnisse
| Saison | Team                 | Wagen              | 1   | 2 | 3   | Punkte | Position |
| ------ | -------------------- | ------------------ | --- | - | --- | ------ | -------- |
| 1931   | privat               | Talbot-Darracq 700 |     |   |     | 20     | 14       |
| 1931   | privat               | Talbot-Darracq 700 | 7 1 |   |     | 20     | 14       |
| 1932   | Officine A. Maserati | Maserati 8C 3000   |     |   |     | 19     | 8.       |
| 1932   | Officine A. Maserati | Maserati 8C 3000   | 8   |   | Ret | 19     | 8.       |

| Legende  | Legende                                                                   | Legende                                                                   | Legende   |
| Farbe    | Bedeutung                                                                 | Bedeutung                                                                 | EM-Punkte |
| -------- | ------------------------------------------------------------------------- | ------------------------------------------------------------------------- | --------- |
| Gold     | Sieg                                                                      | Sieg                                                                      | 1         |
| Silber   | 2. Platz                                                                  | 2. Platz                                                                  | 2         |
| Bronze   | 3. Platz                                                                  | 3. Platz                                                                  | 3         |
| Grün     | Klassifiziert, mehr als 75% der Renndistanz zurückgelegt                  | Klassifiziert, mehr als 75% der Renndistanz zurückgelegt                  | 4         |
| Blau     | nicht punkteberechtigt, zwischen 50% und 75% der Renndistanz zurückgelegt | nicht punkteberechtigt, zwischen 50% und 75% der Renndistanz zurückgelegt | 5         |
| Violett  | nicht punkteberechtigt, zwischen 25% und 50% der Renndistanz zurückgelegt | nicht punkteberechtigt, zwischen 25% und 50% der Renndistanz zurückgelegt | 6         |
| Rot      | nicht punkteberechtigt, weniger als 25% der Renndistanz zurückgelegt      | nicht punkteberechtigt, weniger als 25% der Renndistanz zurückgelegt      | 7         |
| Farbe    | Abkürzung                                                                 | Bedeutung                                                                 | EM-Punkte |
| Schwarz  | DSQ                                                                       | disqualifiziert (disqualified)                                            | 8         |
| Weiß     | DNS                                                                       | nicht gestartet (did not start)                                           | 8         |
| Weiß     | DNA                                                                       | nicht erschienen (did not arrive)                                         | 8         |
| sonstige | P/fett                                                                    | Pole-Position                                                             | 8         |
| sonstige | SR/kursiv                                                                 | Schnellste Rennrunde                                                      | 8         |
| sonstige | DNF                                                                       | Rennen nicht beendet (did not finish)                                     | 8         |

## Verweise